# Coscinia centralis
Coscinia centralis là một loài bướm đêm thuộc phân họ Arctiinae, họ Erebidae.